# Amorphophallus napiger
Amorphophallus napiger är en kallaväxtart som beskrevs av François Gagnepain. Amorphophallus napiger ingår i släktet Amorphophallus och familjen kallaväxter. Inga underarter finns listade.